# Alchemilla dubia
Alchemilla dubia é uma espécie de rosácea do gênero Alchemilla, pertencente à família Rosaceae.